# 埃及语

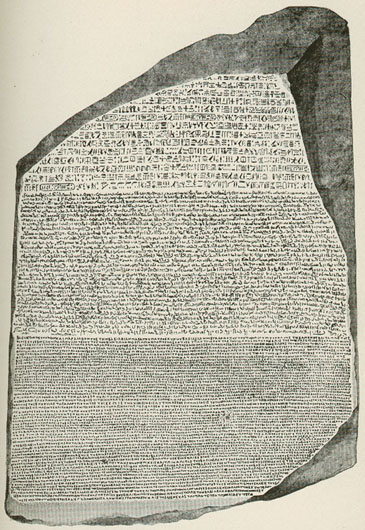
羅塞塔石碑

埃及語（圣书体：𓂋𓏺𓈖𓆎𓅓𓏏𓊖，转写：r n km.t，中古埃及语：ˈraʔ n̩ˈku.mat），是一種通行於古埃及的語言及文字，屬亞非語系，跟閃語族（例如：希伯來語及阿拉伯語）及過去被編入“含語族”的北非諸語，如古實語族的貝支語及柏柏爾語族諸語等語言和有很密切的關係。世俗體生存至5世纪，而科普特語則至17世紀。古埃及語的成文記錄最早可追溯至公元前32世纪。埃及今日的國家語言為埃及阿拉伯語，在穆斯林征服埃及之後便逐漸取代科普特埃及人平日生活的語言。如今，科普特語仍作為科普特正教會禮拜用語而被使用著，並且現今依然有少數科普特人會講科普特語。

## 語言的分期
没有一種語言能夠在沒有遭受變革的情況下維持幾千年。這些改變可以是外力所帶來的，也可以是為了使語言更簡化或其它原因所造成。古埃及語也不例外。現時，學者普遍把古埃及語按時間劃分為六個時期：
- 遠古埃及語（Archaic Egyptian）：通行於西元前26世紀以前，是早王朝时期的語言。
- 古埃及語（Old Egyptian）：西元前26世紀至前20世紀，是古王國時期的語言。
- 中古埃及語（Middle Egyptian）：西元前20世紀至前13世紀，是中王國時期到第十八王朝的語言，從前13世紀到公元後4世紀只以文學語言的形式存在。
- 晚古埃及語（Late Egyptian）：西元前13世紀至前7世紀，從第十八王朝末期的圖坦卡門到第三中間期。
- 世俗體（Demotic）：西元前7世紀至西元5世紀，從古埃及後期到羅馬埃及時期。
- 科普特語（Coptic）：西元第4世紀至17世紀，從羅馬埃及時期到現代早期。

最早期的古埃及文字紀錄以标签及指示牌的形式留傳，估計大約於公元前32世紀製成。這些遠古時期的文字，都被籠統的歸入「遠古埃及語」或「遠古埃及文字」的範圍內。1999年，《考古學雜誌》報導指最早期的埃及文字的日期可遠推至公元前34世紀，「……挑戰了大眾一直相信美索不達米亞的人最先把用來表示特定地方、物件或數量的圖符及象形圖案演化成為更複雜的標音符號。」
古埃及語從公元前26世紀開始，通行了約500多年。中古埃及語由公元前21世紀起，延續了500多年，新埃及語開始出現。不過，新埃及語的出現未有使中埃及語消亡：中埃及語仍然一直以文字的形式流傳至公元後數世紀，就如中世紀時拉丁文的使用，又或像今日古典阿拉伯語一樣。世俗體在公元前650年開始出現，一直延續至西元5世紀還有人在交談中使用。
科普特語在公元4世紀出現，並一直以一種活生生的語言爭扎求存，直到16世紀，當歐洲學者在文藝復興時期前往埃及向當地的母語者學習。過往曾以為科普特語已經消亡，但其實它一直用於埃及基督教會內，所以得以一直保存。它很可能一直都有在埃及的偏遠地區的社會中通行，直到數世紀之後。科普特語的Bohraic方言到現在仍然在埃及的基督教會中使用。

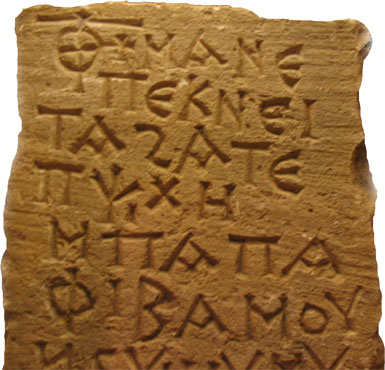
一幅在3世紀時的科普特語銘刻。

古埃及語、中古埃及語及新埃及語都以聖書體和僧侶體書寫。世俗體是一種脫胎自僧侶體的文字：雖然它的外表跟現代阿拉伯文形似，亦是從右到左書寫，但兩者並無關係。科普特語的書面形式是採用一種被稱為科普特字母的字母，它是一種從希臘字母修改，並加上一些符號來補充古希臘語中没有的一些輔音。這些額外的符號，有不少都是從世俗體文字裡借來。
在7世紀，阿拉伯人入侵之後，阿拉伯語成了埃及的政治及行政語言，並漸漸在社會中取代了科普特語的地位。今日，科普特語只在科普特正教會及科普特天主教會中使用，淪為一種宗教用語。

## 古埃及語的結構
古埃及語基本上是一種典型的亞非語系語言。與其他亞非語系一樣，古埃及語的基本詞彙都是由一組三個輔音的字根組成的。雖然有時亦有一些只有兩個輔音的字根，例如：<rʕ> /riʕa/ 「太陽」 ([ʕ]代表濁咽擦音)；其他的，例如/nfr/「美麗」有三個輔音；最多的可能有五個，例如：/sḫdḫd/ 「上下倒轉」（動詞）。構詞形式是在字根上加上元音和輔音，與阿拉伯語、希伯來語及今日的其他亞非語系語言無異。不過，亦正如不少亞非語系語言一樣，古埃及語並不書寫元音，所以我們今日亦無從知道在這些字根的中間到底插入了甚麼元音、以及安放在甚麼位置上。所以，"ankh"可以代表「生命」、「活着」甚或「生活」。
音韻學上，古埃及語在唇音、齒音、顎音、喉音、小舌音、咽音及喉塞音的分佈與阿拉伯語很相似。它亦有清音和咽喉音對立，與其他亞非語言一樣。不過，這些咽喉音事實上怎樣發音，到現在還不清楚。在轉寫古埃及語時，<a>、<i>及<u>這三個字母都是用來表示輔音；例如：著名的埃及法老圖坦卡蒙的名字在埃及語的轉寫是 twt-ʕnḫ-ỉmn。語言專家在採用元音字母來標示這些輔音，其實純綷只是貪圖方便，可惜有些人卻錯誤以為這「人造」的讀音是正確的發音。它的實際讀音很可能是*tVwaːt-ʕa:nix-ʔaˈmaːn，而V是一個現時仍未確定的元音。
古埃及語的基本語序是謂主賓結構（VSO），如果我們寫上"人打開大門"，古埃及人會說: "打開-人-大門"(wn s ˁꜣ)。它使用了所謂的status constructus來結合兩個或兩個以上的名詞表示所有格，類似於閃語族和柏柏爾語。早期的古埃及語並沒有定冠词或不定冠词；所以使用了“pꜣ”、“tꜣ”和“nꜣ”等字作了與不定冠詞相同功效的用途。與其他亞非語一樣，古埃及語只有兩個語法性別：陰性和陽性，與阿拉伯語及圖阿列格語相似；此外亦有三個語法數綴，包括有：單數、雙數和眾數，雖則雙數很可能在新埃及語時已經消失。

## 古埃及文字

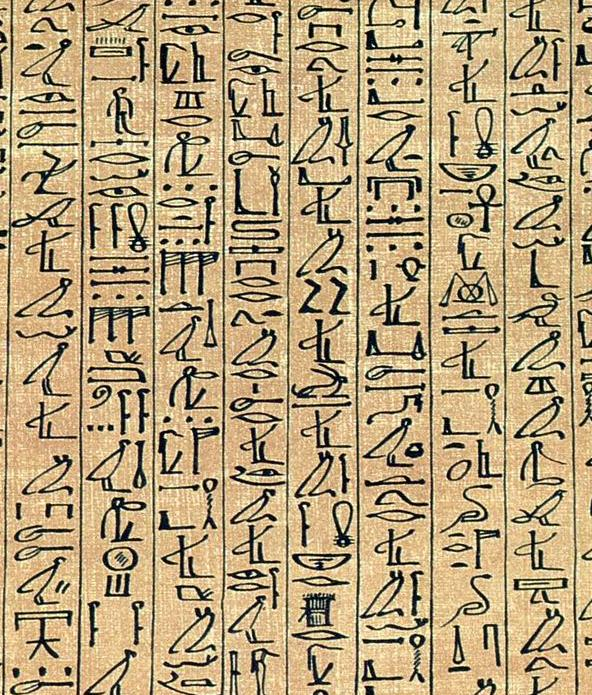
用圣书字的草書体写成的『阿尼的莎草纸』

### 概述
| Y4 | n | R8 | S43 | Z1 · Z1 · Z1 |

| Y4 | n | R8 | S43 | Z1 · Z1 · Z1 |

當說到古埃及文的書寫時，大多數人都會想到象形文字。一個象形文字是一個實體的圖案，然而，象形文字卻擁有三種功能：代表其圖形內容、代表一種與之相關的概念、代表其所表之發音。例如：一個「太陽」的圖形⊙，可以來代表「太陽」本身，亦可以代表「太陽光」或是「熱」（因為太陽是個發光體，而且也提供熱），亦或者可以代表其發音「rꜣ」。但是到了更後期的埃及語（中晚期）則大部分剩下第三種功能，到後來的世俗體和柯普特語則幾乎完全廢除了象形文字。
據歷史學家推測，原始人首次嘗試寫作，是使用第一種辦法也是最簡單的方法。當然，原始人是不能寫物體或事項，不能夠成為代表。使象形文字成為第二種辦法。人的發展用象形文字來表達並不代表什麼。 
寫作多樣的埃及人，古埃及混合使用的象形文字作為文字。已故埃及使用的埃及字，很像英文字母拼法，字母往往不能改變，也沒有固定的發音。最後，科普特使用一種經過改良希臘字母。努比亞使用類似英文字母的文字，有些字母可能來自科普特人使用的文字。
值得注意的是，古埃及文類似中文一樣有表音與表意符號，每一個文字又是由不同符號所組成，因此稱古埃及文為「象形文字」是錯誤的，應該稱之為「古埃及文」。

### 古埃及文

#### 关于古埃及文
根据学者的结论，一个人需要了解大约600个不同的古埃及文符號才能读通所给的任何一篇埃及语文本。这虽然听起来是个很大的数目，但是由于古埃及文符號中的一小部分在古埃及语里是表音的，所以使得难度降低了。而假如你能记得这些词，上下文通常会显示出某个象形字的意思。
古埃及文一般都刻在木頭上或石頭上。最大尚存的古埃及文是宗教的書籍。這些被稱為"行草"的古埃及文文字，被認為普遍應用於日常書信，埃及人常寫在蘆葦紙上。 
仍是未知誰是古埃及文符號的創造者，埃及人似乎只是突然看見了出路，發明了古埃及文字。學者支持兩個理論：第一，一群天才簡單地發明了古埃及文字系統，並在獲得支持後實施。第二個理論是，根本沒有象形文字的發展階段。

#### 古埃及文使用期間的五個埃及語言階段
歷史記錄顯示，在古埃及時期象形文字寫作經歷了重大的變化。在中埃及時代，象形文字的發展穩定了下來，直至消失在公元後1世紀。古埃及文是用於所有形式的書面溝通。然而，古埃及文是重要的宗教經文的書寫文字。

#### 古埃及文之句法
正如前述，大部分的古埃及古埃及文文字在書文中並不代表其圖形內容。他們大多數都是表音，或者是「限定詞」（determinatives）。古埃及文可以以下列方式書寫：
- 橫向書寫：左至右
- 橫向書寫：右至左
- 垂直書寫：（圖像朝左）左至右
- 垂直書寫：（圖像朝右）右至左

#### 古埃及圣书体之譯釋历程
一位名叫讓·弗朗索瓦·商博良的年輕法國學者，因羅塞塔石碑論證了托勒密（五世）這個名字是怎樣以象形文字書寫的：圆圈里是人名相当于大写字母，裡面的符号则是表音的与希腊语相对应，并且判定象形文字也是表音符号。此外，他還利用自己對科普特語的深厚造詣，作出了這樣的推測：很大一部分表示日常事物的象形符號都可以用科普特語讀出來。

## 音韻
破裂音
| p |

| p |

| t |

| t |

| T |

| T |

| k |

| k |

| b |

| b |

| g |

| g |

| d |

| d |

| D |

| D |

| q |

| q |

摩擦音
| f |

| f |

| s |

| s |

| S |

| S |

| X |

| X |

| H |

| H |

| h |

| h |

| z |

| z |

| x |

| x |

| a |

| a |

| A |

| A |

| i |

ı͗，或许为聲門塞音 ([ʔ])
| i | i |

y (ı͗ı͗) [j]
| w |

w, [w]或[u]
鼻音
| m |

m
| n |

n
流音
| r |

r

## 現今資源
對古埃及語甚感興趣的人仍可繼續學習。例如，在牛津大學及一些其他的地方仍有在教授古埃及語；在華文地區，福克斯的古埃及文學校是目前華文世界最大的古埃及與學習基地。由於許多資料不僅僅是以英文寫成，尚有以法文或德文等撰寫的資料，所以，若會任何一個上述的語言，那將會很有用。
在影視系列《星際之門》（Stargate）中，一名語言學家被委派發展一種人工語言來模擬單獨於另一星球生活過千年的古埃及人的口音。
由於埃及文化是影響西方文明的文化之一，有些源於埃及的字彙仍保留於英文中。更確切地說，這些與古埃及相關的字彙，往往是以希臘文的形式保留於英文中。

### 一般
- Loprieno 1996
- Wolfgang Schenkel: Glottalisierte Verschlußlaute, glottaler Verschlußlaut und ein pharyngaler Reibelaut im Koptischen, Rückschlüsse aus den ägyptisch-koptischen Lehnwörtern und Ortsnamen im Ägyptisch-Arabischen. In: Lingua Aegyptia 10, 2002. S. 1-57 ISSN 0942-5659. S. 31 ff.
- another interpretation is suggested by Christopher Ehret: Reconstructing Proto-Afroasiatic (Proto-Afrasian): Vowels, Tone, Consonants, and Vocabulary. University of California Publications in Linguistics 126, California, Berkeley 1996. ISBN 0-520-09799-8

### 縱覽
- Loprieno, Antonio, Ancient Egyptian: A Linguistic Introduction, Cambridge University Press, 1995. ISBN 0-521-44384-9 (hbk) ISBN 0-521-44849-2 (pbk)
- Peust, Carsten, Egyptian phonology : an introduction to the phonology of a dead language, Peust & Gutschmidt, 1999.  ISBN 3-933043-02-6 PDF

### 語法
- Allen, James P., Middle Egyptian: An Introduction to the Language and Culture of Hieroglyphs, first edition, Cambridge University Press, 1999. ISBN 0-521-65312-6 (hbk) ISBN 0-521-77483-7 (pbk)
- Borghouts, Joris F., Egyptian: An Introduction to the Writing and Language of the Middle Kingdom (2 vols.), Peeters, 2010.  ISBN  978-9-042-92294-5 (pbk, 2 vol. set)
- Collier, Mark, and Manley, Bill, How to Read Egyptian Hieroglyphs : A Step-by-Step Guide to Teach Yourself, British Museum Press (ISBN 0-7141-1910-5) and University of California Press (ISBN 0-520-21597-4), both in 1998.
- Gardiner, Sir Alan H., Egyptian Grammar: Being an Introduction to the Study of Hieroglyphs, Griffith Institute, Oxford, 3rd ed. 1957. ISBN 0-900416-35-1
- Hoch, James E., Middle Egyptian Grammar, Benben Publications, Mississauga, 1997. ISBN 0-920168-12-4
- Selden, Daniel L., Hieroglyphic Egyptian:  An Introduction to the Language and Literature of the Middle Kingdom, Univ. of California Press, 2013.  ISBN   978-0-520-27546-1 (hbk)
- 薛良凱. 如何讀寫古埃及文聖書體, 薛良凱, (暖暖出版), 2023.1. (softcover, ISBN 978-626-96549-1-8)

### 詞典
- Adolf Erman, Hermann Grapow: Das Wörterbuch der ägyptischen Sprache, Wiley-VCH Verlag GmbH, Berlin, 1992. ISBN 978-3050022642 (paperback), ISBN 978-3050022666 (reference vols 1-5)
- Raymond O. Faulkner: A Concise Dictionary of Middle Egyptian, Griffith Institute, Oxford, 1962. ISBN 0-900416-32-7 (hardback)
- Leonard H. Lesko: A Dictionary of Late Egyptian, 2nd ed., 2 Vols., B.C. Scribe Publications, Providence, 2002 et 2004. ISBN 0-930548-14-0 (vol.1), ISBN 0-930548-15-9 (vol. 2).
- Shennum, *, English-Egyptian Index of Faulkner's Concise Dictionary of Middle Egyptian, Undena Publications, 1977. ISBN 0-89003-054-5
- Yvonne Bonnamy and Ashraf-Alexandre Sadek: Dictionnaire des Hiérogriphes, Actes-sud:fr(www.actes-sud.fr), Arles, 2010. ISBN 978-2-7427-8922-1
- 薛良凱. 簡明版古埃及文字典, 薛良凱, (釀出版), 2022.5. (softcover, ISBN  978-986-445648-2)

### 在線詞典
- The Beinlich Wordlist （页面存档备份，存于），德語的古埃及單詞
- Thesaurus Linguae Aegyptiae （页面存档备份，存于），和包括Altägyptisches Wörterbuch （页面存档备份，存于）在內的許多德語埃及學計劃有關的在線服務。

更多圖書資源見：Glyphs and Grammars